# Узерин
Узерин (нем. Userin) — община в Германии, в земле Мекленбург-Передняя Померания.
Входит в состав района Мекленбург-Штрелиц. Подчиняется управлению Нойстрелиц-Ланд.  Население составляет 681 человек (на 31 декабря 2010 года). Занимает площадь 45,84 км².